# Shorty Green

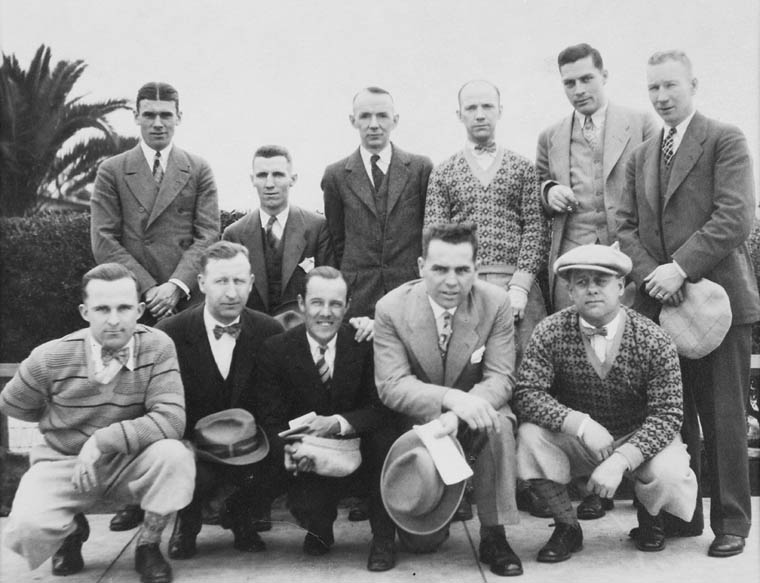
Green, tvåa från vänster i översta raden, med New York Americans i Mexiko 1926.

Wilfred Thomas "Shorty" Green, född 17 juli 1896 i Sudbury, Ontario, död 19 april 1960 i Sudbury, var en kanadensisk professionell ishockeyspelare. Green spelade fyra säsonger i NHL för Hamilton Tigers och New York Americans åren 1923–1927.

## Karriär
Shorty Green debuterade i NHL med Hamilton Tigers säsongen 1923–24 och gjorde 13 poäng på 22 matcher i en kedja med Billy Burch och yngre brodern Red Green. Tigers slutade dock sist i ligan med 19 poäng på 24 matcher.
Andra säsongen med Tigers, 1924–25, blev mer lyckosam då Green som nyutnämnd lagkapten gjorde 18 mål och 27 poäng på 28 matcher. Kedjekamraten Billy Burch vann Hart Trophy som NHL:s mest värdefulle spelare och Tigers, som de två föregående säsongerna slutat sist i ligan, vann NHL:s grundserie en poäng före Toronto St. Patricks. Tigers missade dock chansen att få spela om Stanley Cup då Green och Burch ledde en spelarstrejk inför slutspelet mot klubbens ägare för bättre ekonomiska villkor. Det hela slutade med att klubben stängdes av från spel och upplöstes efter säsongen och då den nya klubben New York Americans bildades inför säsongen 1925–26 köpte den rättigheterna till Hamilton Tigers spelare.
Green var tillbaka i NHL med nya klubben New York Americans säsongen 1925–26 och gjorde det första målet i klubbens historia den 15 december 1925 i nya arenan Madison Square Garden III i en match mot Montreal Canadiens. Green spelade två säsonger för New York Americans. Sent under säsongen 1926–27 ådrog han sig en allvarlig njurskada under en match och togs in på sjukhus i kritiskt tillstånd. Green återhämtade sig men skadan betydde slutet på hans spelarkarriär. Säsongen 1927–28 utsågs han istället till ny tränare för New York Americans. Det blev dock endast en säsong som tränare för Americans med 11 vinster, 27 förluster och 6 oavgjorda och med en femteplats i Canadian Division som resultat.
1963 valdes Green in som ärad medlem i Hockey Hall of Fame.

## Statistik

### Spelare
| 1923–24    | Hamilton Tigers    | NHL        | 22  | 7  | 6  | 13 | 31  | — | — | — | — | — |
| 1924–25    | Hamilton Tigers    | NHL        | 28  | 18 | 9  | 27 | 63  | — | — | — | — | — |
| 1925–26    | New York Americans | NHL        | 32  | 6  | 4  | 10 | 40  | — | — | — | — | — |
| 1926–27    | New York Americans | NHL        | 21  | 2  | 1  | 3  | 17  | — | — | — | — | — |
| NHL totalt | NHL totalt         | NHL totalt | 103 | 33 | 20 | 53 | 151 | — | — | — | — | — |

### Tränare
M = Matcher, V = Vinster, F = Förluster, O = Oavgjorda, P = Poäng, Div. = Divisionsresultat
| Säsong     | Lag                | Liga       | M  | V  | F  | O | P  | Div.                    | Resultat |
| ---------- | ------------------ | ---------- | -- | -- | -- | - | -- | ----------------------- | -------- |
| 1927–28    | New York Americans | NHL        | 44 | 11 | 27 | 6 | 28 | 5:a i Canadian Division | –        |
| NHL totalt | NHL totalt         | NHL totalt | 44 | 11 | 27 | 6 | 28 |                         |          |

## Meriter
- Allan Cup – 1919